# 武嶺

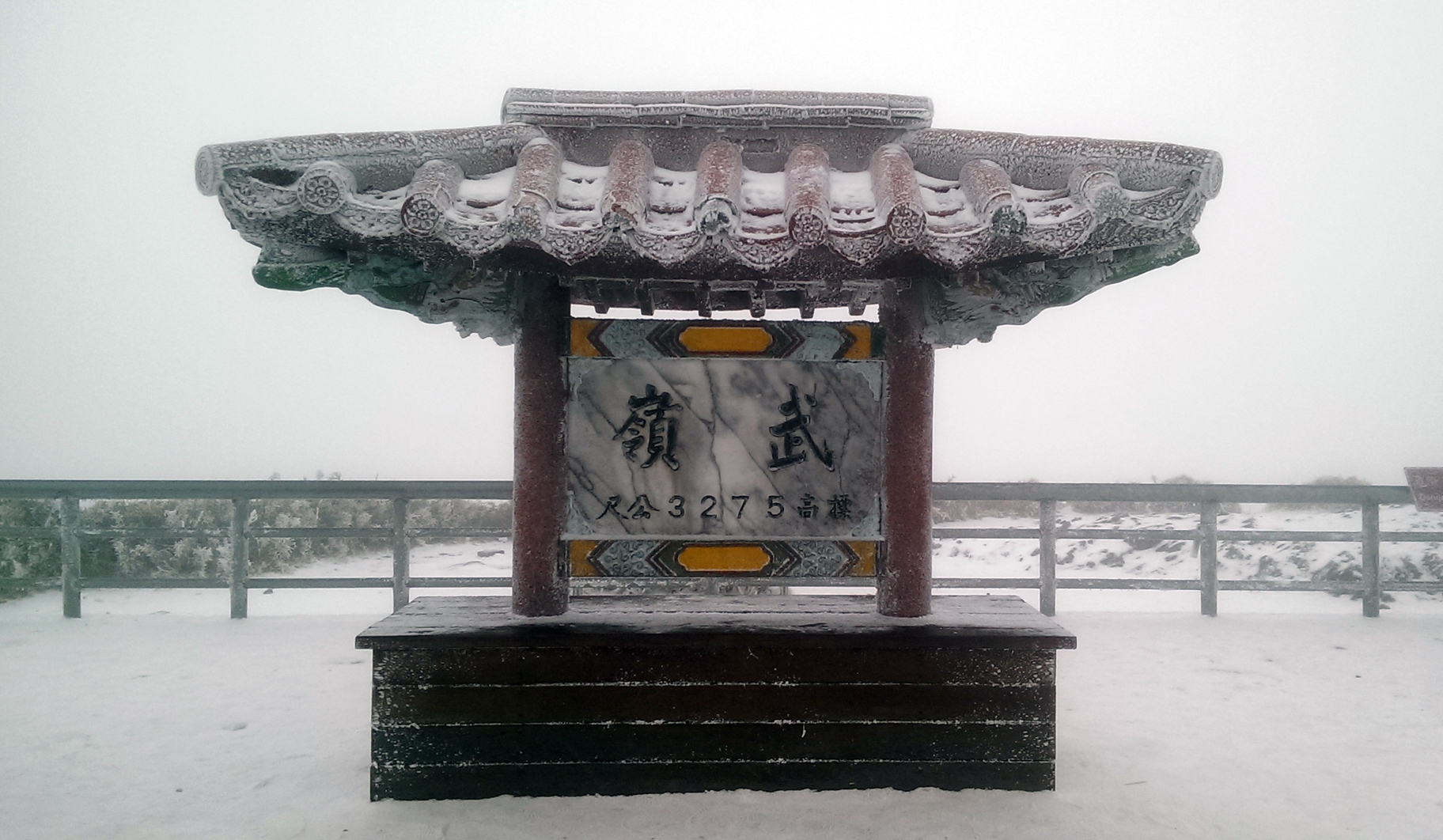
寫著「武嶺」二字的武嶺亭在雪季中的景色

武嶺，舊名銀嶺、佐久間峠（日语： Sakuma tōge）、南嶺，為台灣中央山脈北段高峰合歡東峰、合歡主峰間嶺線的鞍部，海拔3,275公尺，是台灣公路最高點，位於台14甲線31.5公里處，在太魯閣國家公園西境，為合歡山森林遊樂區一處景點，行政區劃屬南投縣仁愛鄉大同村、德鹿谷村（2021年由合作村正名）交界。
在武嶺建有一座观景台，供游人眺望远近风景。由于地处偏僻，少有光害，也是夜间观星的良好地点。

## 歷史

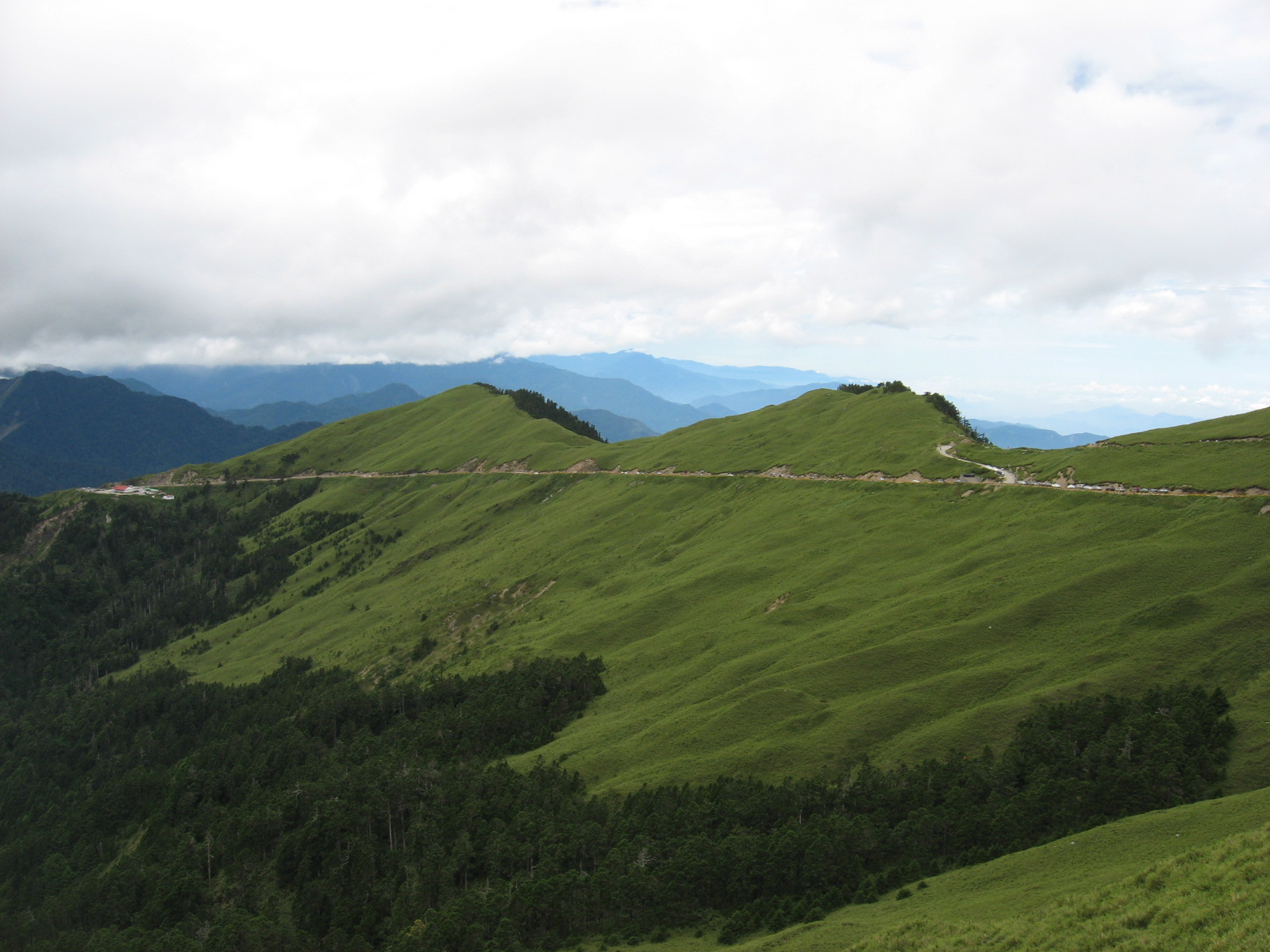
武嶺往西南可眺台14甲線橫亙合歡山腹

合歡山區自古以來，就已經有原住民來往部落或狩獵之用的蕃路（或稱社路），行經合歡東峰、合歡主峰間鞍部。此地冬季時積雪，璀璨如銀，故在日治時期稱此鞍部為「銀嶺」。台灣總督佐久間左馬太為了進行五年理蕃計畫為太魯閣討伐戰做準備，令南投廳廳長石橋亨於1914年4月成立道路開鑿作業隊，是循著蕃路加以修築拓寬，以協助討伐軍的補給作業。同年5月16日，佐久間左馬太親自率軍，沿著作業隊開闢的道路前往督軍作戰，途中行經此地，為紀念佐久間左馬太，其隘勇線與戰時的軍用道路稱為「佐久間道路」。1930年爆發霧社事件，事件後將起事族人的遺族強制移住，此後更在各地加強推行強制集團移住清空山區。完成山區的控制後，積極宣傳台灣高山之美，鼓勵健行探勝。1933年開鑿合歡越道路，1934年9月12日合歡越東線完工，10月中西線打通合歡山主峰、東峰間的鞍部，命名為「佐久間峠」，成為全日本領土道路的最高點，11月中西線鑿穿合歡北峰南側稜線稱為石門，與東線於州廳界（台中州、花蓮港廳）打通，全線完工。
戰後初期國民政府財政窘困，遭戰亂殘敗的經濟百廢待舉。1950年韓戰爆發，美國派遣海軍巡弋台灣海峽，為確保第一島鏈防線，次年開始撥款外交援助建設台灣、振興經濟，用於重建毀於戰火的重大建設，由於國民政府過去貪汙惡名昭彰，美援並不將預算撥給台灣當局，而是由美派駐台灣的「中美經濟合作署」直接控管經費，並由美方指派工業、工程、施工、採購、預算等「顧問」。1950年10月首先整修已失修柔腸寸斷的能高越嶺道，1950年11月興建「東西向輸電線路」，1954年為打通台灣東西交通與於山區安置大量因國際壓力而裁軍的退伍軍人，美援與國民政府研究中橫公路興建選線，分為北、中、南三線方案，能高越嶺道為中線方案，但因能高越東段要通過地質條件極為脆弱的天長斷崖，工程過於浩大而作罷，於是中橫公路選擇以大禹嶺、天祥、太魯閣的北線方案施作。美援經費挹注新台幣3.2億元以及140萬美元，其餘新台幣390萬元由台灣省籌措。:171-189
為因應興建中橫公路的補給需求而開鑿的霧社供應線，於1957年6月9日動工，大致沿合歡越道路修築（路線並不完全一致），途中預定開發高山榮民農場安置退伍軍人（日治時開闢的見晴牧場，1961年改建見晴農場開始安置榮民，1965年更名清境農場），從昆陽至合歡埡口此路段，交由步兵與生產作業總隊 操作機具來開闢，路線行經合歡東峰、合歡主峰間鞍部，當時是以座落位置於合歡山南側命名，故稱作「南嶺」，量測高度是海拔3284公尺，在整個中橫公路及其支線計畫案中，南嶺的路面高度為海拔最高所在。霧社支線率先於1958年5月7日全線通車。
中橫公路沿線，蔣中正、蔣經國每到之處常改舊地名、取新地名。興建中橫時已將佐久間峠改名為南嶺，蔣中正指示再改成其故鄉地名武嶺。

## 地理

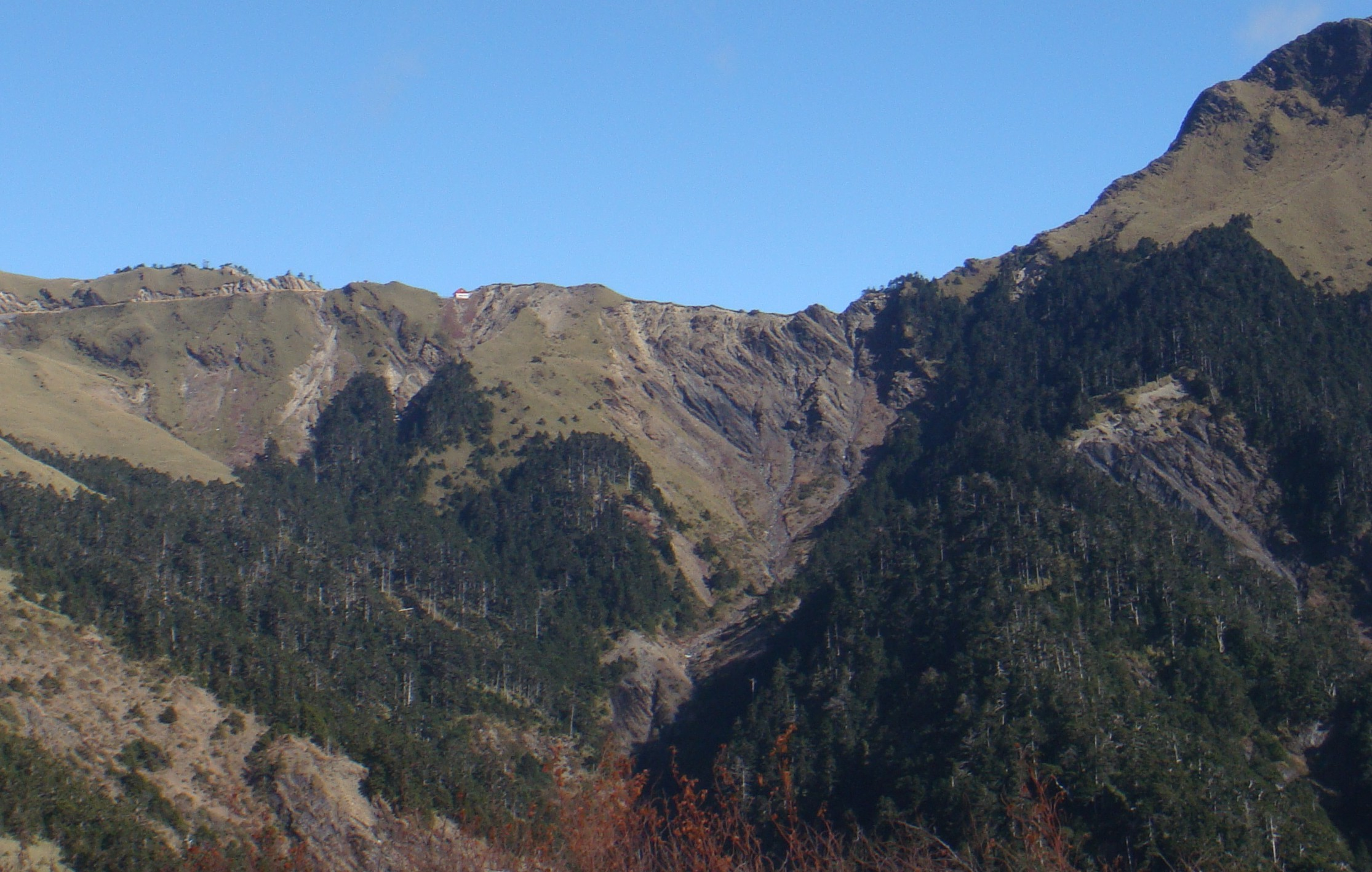
白色亮點是武嶺亭旁廁所，其右方崩壁即濁水溪源

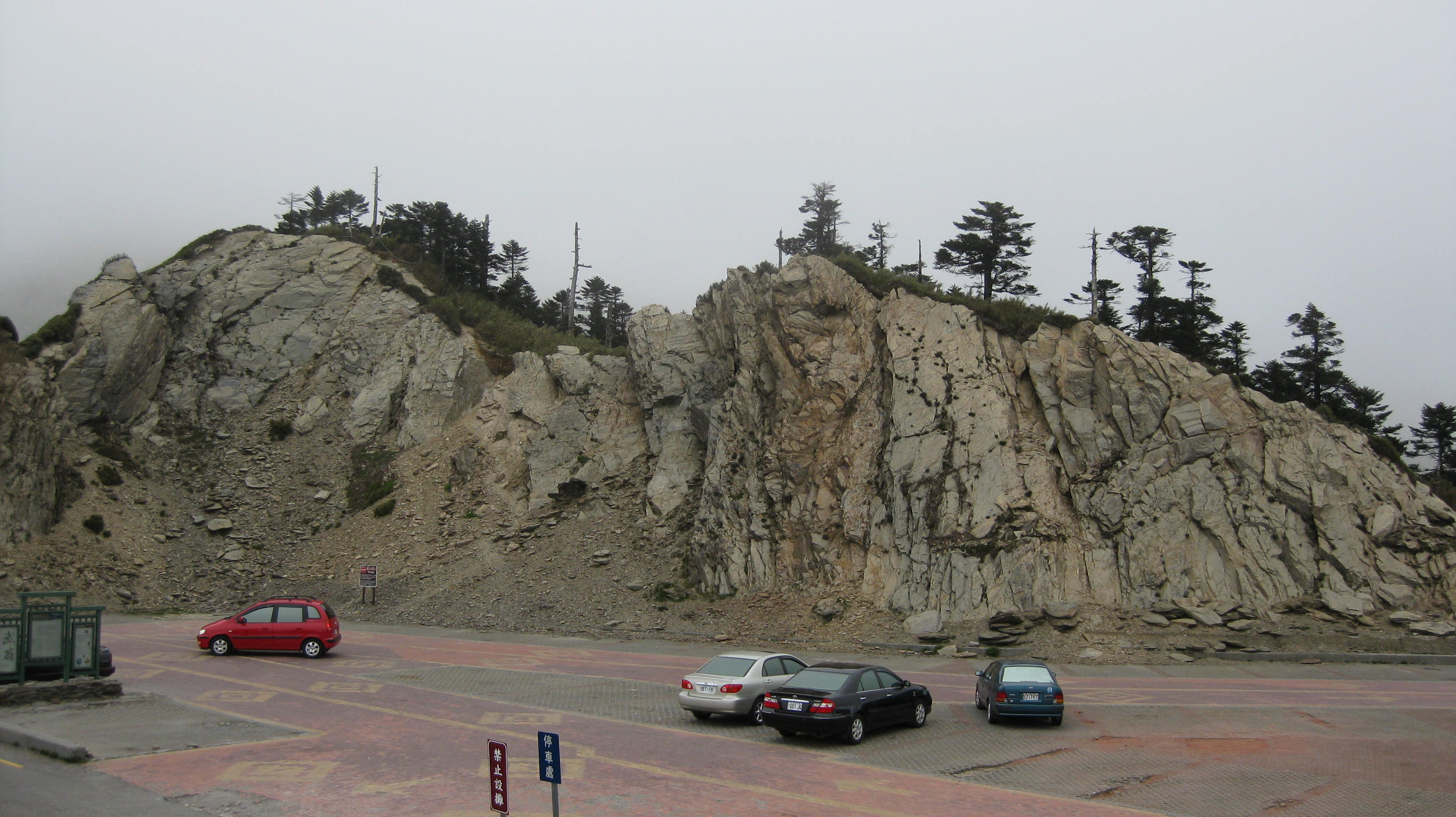
武嶺停車場可見板岩呈牆面般分布

武嶺東倚合歡東峰，西鄰合歡主峰，為連接兩山之間所夾東西嶺線的鞍部，台14甲線於此通過，為台灣公路最高點，因此視野良好，可展望周遭群山。東北方可望見合歡尖山、石門山、合歡北峰及遠方的中央山脈北一、北二段，西南方可眺昆陽，還有台14甲線橫亙合歡山腹，南方遠眺奇萊主山以南的中央山脈與玉山山脈。武嶺南坡其下便是濁水溪主流發源地，在此形成谷頭侵蝕的一大崩壁；北坡為合歡山主峰、東峰、合歡尖山、石門山所圍繞開口朝北的谷地稱為「合歡谷」，為合歡溪源頭（大甲溪水系），雪季時為合歡山區積雪最厚最完整的山坡，從武嶺往下通往合歡谷底為數百公尺長的滑雪道，為軍事管制區，設有陸軍寒訓中心。:上冊259-260日治時鹿野忠雄以及近年來地理學家楊健夫對台灣的圈谷地形研究，在武嶺的兩端是呈現不同地貌，認為武嶺往北方合歡谷寒訓中心方向合歡溪源頭看去是呈U形谷，這是受冰河作用下由冰河侵蝕形成的圈谷地形、向北開口的冰斗；再往另一側南方看去，濁水溪上游則是呈V形谷。
合歡山全區地質是屬中新世廬山層，由於武嶺地處高山地帶，停車場與台14甲線於此闢建，切挖其山腹，致使邊坡的地層裸露，暴露在高山氣候下，易受風化、寒凍楔裂的作用，致使成土作用不易發揮，導致植被無法在此生長，因此在武嶺停車場可見板岩呈牆面般一整片分布。武嶺位在廬山層北段，相較於南段，則是顯得劈理發達，且長年崩落的板岩岩屑，也就堆積於坡腳。
合歡山在旅遊熱季，如高山杜鵑盛開期間，常吸引大批人車上山，但合歡山公路武嶺隘口路幅狹窄、會車不易，經常造成上下山車流打結大塞車。為疏導合歡山連假、花季車流，公路總局在武嶺隘口兩端設置管制燈號，在2023年元旦開始試用，陸續在後續連假期間運作，成為全台最高紅綠燈。

## 釋
1. ↑  合歡山公路最高點越嶺處武嶺，實際上在合歡東峰、合歡主峰間地形學的最低鞍部（海拔3260公尺）西北西方約250公尺。[1]
2. ↑  在公路總局規範正式道路系統內，台14甲線是高度唯一超過海拔3000公尺的公路，武嶺座落最高處，故有「台灣公路最高點」之稱。
3. ↑  「日语：」為日治時期所用，其羅馬拼音，中文：佐久間鞍部。
4. ↑  「霧社供應線」即現今台14甲線，亦稱中橫公路霧社支線，台灣至今仍有此用名。
5. ↑  當年的總統蔣中正與蔣經國父子巡視橫貫公路時，常喜歡把原住民舊有地名改成與原意不甚相關的雅化漢式地名，例如塔比多（已先改名為大北投 Tabito）改名「天祥」，西奇良（Sikiliang）改名薛家場，魯沙歐（Lutsao）改名「洛韶」，魯翁（Ruon）改名「慈恩」。蔣氏故鄉浙江省奉化縣溪口鎮有一「武嶺學校」，是蔣經國兒時念過的小學（桃園縣大溪鎮有一「武嶺橋」）。南嶺由蔣中正指示改名為武嶺。[9]:161-165有關中橫沿線部分地名的由來，請參看《天命行腳 中橫半世紀》，李瑞宗著，交通部公路總局第四區養護工程處，南天書局出版，2011年12月。
6. ↑  據《走在台灣的脊樑上：合歡山 四季歲時》節目所示，武嶺僅能看見合歡尖山、石門山，不可能看得到屏風山，因為被合歡東峰擋住。
7. ↑  濁水溪的源頭一般認為是主流最遠霧社溪源流武嶺，在地理學術界亦有認為是最高源流玉山（即陳有蘭溪源頭）。[14]
8. ↑  由於出露地表的岩石暴露在高緯度或高山氣候下，在岩石表面上的裂縫滲入雨水或冰雪，受此環境的熱脹冷縮，雨水或冰雪便會將岩石裂縫撐開，此現象故稱「寒凍楔裂」。
9. ↑  「劈理」指岩層受到變形，產生的紋理方向是一致，乍看宛如像劈開般的紋理，因此地質學家會透過劈理來分析，可得知岩石受變形作用時的溫度環境及應變情形。

## 外部連結
- 武嶺－太魯閣國家公園
- YouTube上的合歡山武嶺即時影像播放列表